# 奧爾堡市鎮
奧爾堡市镇（丹麥語：Aalborg Kommune）是丹麥的一個市镇，位於日德蘭半島北部，屬北日德蘭大區。面積1,133.99平方公里，2009年人口196,292人。首府奧爾堡。
2007年由原奧爾堡市镇和其他三個市镇合併而成。